# Socialdemokraterna (Finland)
Finlands Socialdemokratiska Parti (finska: Suomen Sosialidemokraattinen Puolue, SDP) är ett politiskt parti i Finland. 
Partiet är ett av de största partierna i Finlands riksdag. I juni 2019 bildades en koalitionsregering med partiordföranden Antti Rinne som statsminister. Regeringsbildningen skedde efter fyra år i opposition, efter riksdagsvalet 2015. 10 december 2019 tillträdde regeringen Sanna Marin efter en turbulent politisk höst som kulminerade i att regeringen Antti Rinne blev tvungen att avgå då centerpartiet meddelade att de hade förlorat förtroendet för statsministern. 
Partiets kandidat i presidentvalet 2012 var tidigare statsministern Paavo Lipponen och i presidentvalet 2018 ställde Tuula Haatainen upp. Senast en socialdemokrat varit republikens president var 2000–2012 (Tarja Halonen).
I Europaparlamentet ingår partiet i Gruppen Progressiva förbundet av socialdemokrater i Europaparlamentet (S&D). Partiets nuvarande parlamentariker är Miapetra Kumpula-Natri och Eero Heinäluoma.

## Organisation

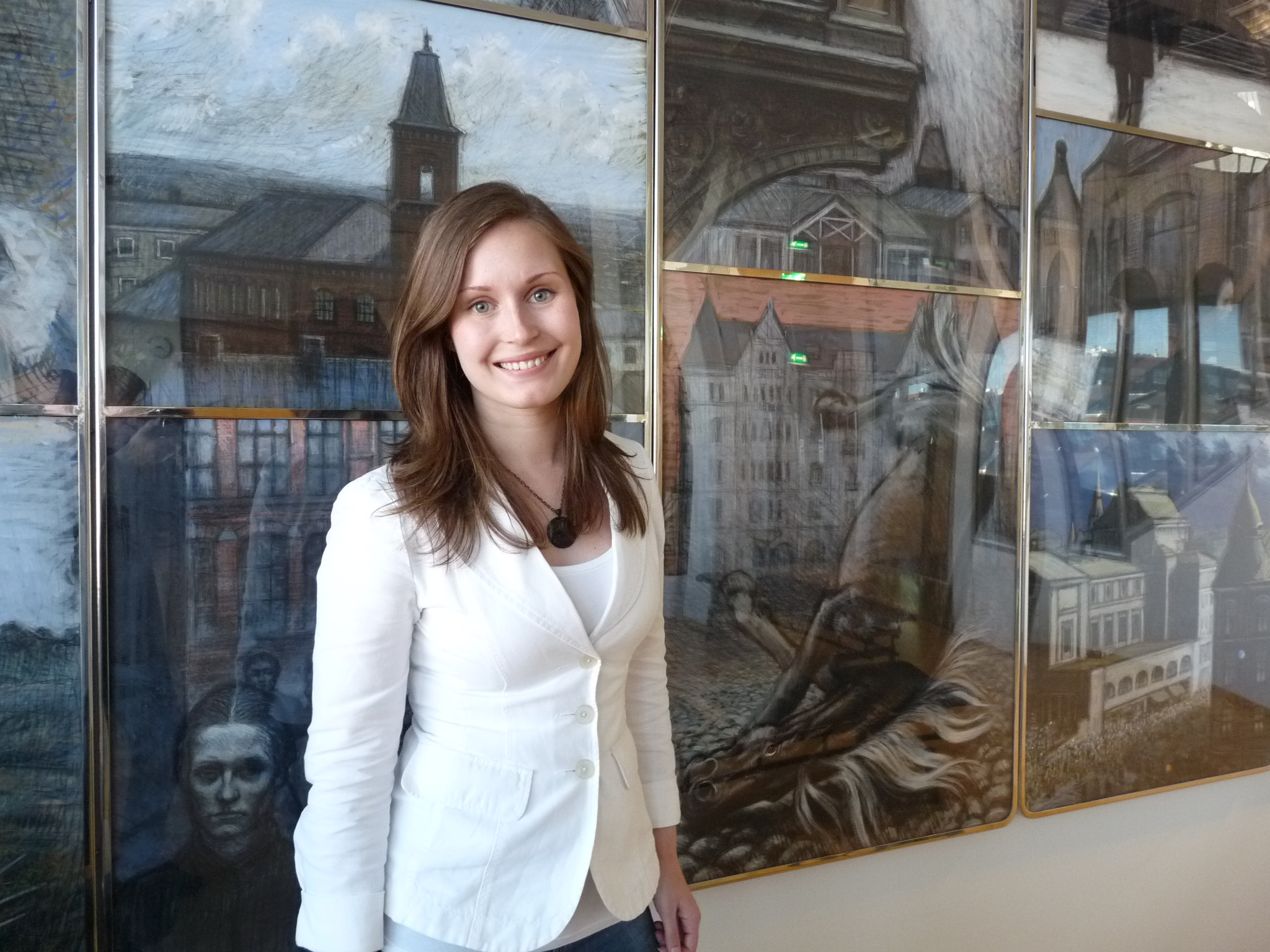
Sanna Marin

SDP har enligt egen uppgift cirka 46 000 medlemmar. Partiets högsta beslutande organ är partikongressen, som hålls vartannat år. På 2017 års partikongress valdes följande personer till partiets ledande poster:
- Ordförande: Sanna Marin
- Viceordförande: Niina Malm, Ville Skinnari, Matias Mäkynen
- Partisekreterare: Antton Rönnholm

Partistyrelsen består utöver de ovannämnda av 11–14 övriga ledamöter. Partifullmäktige består av ordförande och 60 ledamöter. 
Det finns 115 kommunalorganisationer och 15 distriktsorganisationer inom SDP. Finlands svenska socialdemokrater räknas som en distriktsorganisation.

### Svenskspråkig verksamhet
Partiets svenskspråkiga verksamhet bedrivs av Finlands svenska socialdemokrater (FSD). Finlandssvenskarna har stort inflytande i moderpartiet SDP; Maarit Feldt-Ranta var partisekreterare mellan 2005 och 2008.

### Sidoorganisationer
I den socialdemokratiska rörelsen ingår till exempel Socialdemokratiska kvinnor, Socialdemokratisk ungdom, Finlands socialdemokratiska studenter, Finlands svenska socialdemokrater, Finlands svenska unga socialdemokrater och Unga örnars centralförbund. SDP samarbetar också med fackföreningsrörelsen.

## Historik

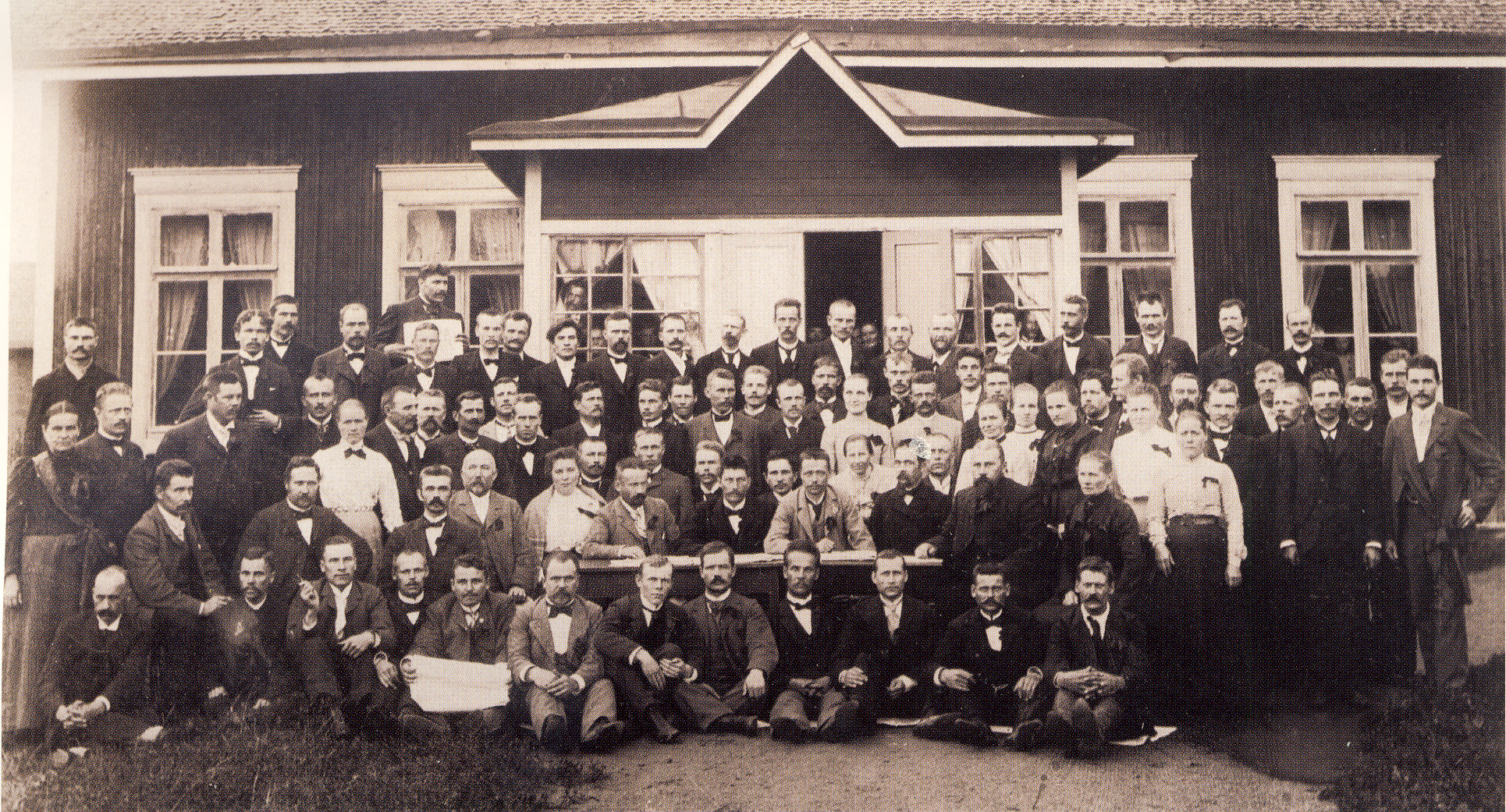
Partikongressen i Forssa 1903.

Partiet grundades år 1899 under namnet Finlands arbetarparti, sitt nuvarande namn fick det vid partikongressen 1903 i Forssa, där även det första partiprogrammet godkändes. 
SDP har varit ett av de största partierna i parlamentet alltsedan 1906, då både enkammarsparlament och allmän rösträtt infördes i Storfurstendömet Finland. Från 1916 till 1917 bildade SDP i koalition med andra partier den första partibundna regeringen i Finland.
Många inom SDP anslöt sig till den röda sidan i finska inbördeskriget 1918, vilket på grund av de rödas nederlag i kriget kom att bli en belastning för partiet för många år framöver. År 1926 kunde dock SDP bilda regering igen och sedan 1937 har partiet varit med i de flesta regeringarna. På grund av att Finland har ett proportionellt valsystem, har dessa regeringar nästan alltid varit koalitionsregeringar.
På 1950-talet splittrades partiet, när en falang av emot partiledningen oppositionella socialdemokrater först helt enkelt förde sin egen politik och sedan även formellt bröt sig ur och bildade Arbetarnas och småbrukarnas socialdemokratiska förbund (ASSF).
Karl-August Fagerholm var socialdemorkaternas presidentkandidat 1956, men förlorade knappt till den varaktige presidenten Urho Kekkonen. Socialdemokraterna och Samlingspartiet försökte utmana Kekkonen i följande presidentval med Olavi Honka. I och med notkrisen blev detta dock en förlust. I presidentvalet 1968 stödde socialdemokraterna, folkdemokraterna, ASSF och liberalerna centerpartisten Kekkonen som blev omvald.
1982 blev för första gången en socialdemokrat president i och med valet av Mauno Koivisto. Martti Ahtisaari efterträdde Koivisto som president 1994. Ahtisaari var mer populär än den förutspådde kandidaten, Kalevi Sorsa, som förlorade i partiets primärval. Den socialdemokratiska utrikesministern Tarja Halonen efterträdde Ahtisaari som president år 2000. Hon blev den första kvinnliga presidenten i Finland och den andra i Europa.
I december 2019 blev Sanna Marin partiets första kvinnliga statsminister.

## Partiledare
- Nils Robert af Ursin 1899–1900
- J. A. Salminen 1900
- K. F. Hellsten 1900–1903
- Taavi Tainio 1903–1905
- Emil Perttilä 1905–1906
- Edvard Valpas-Hänninen 1906–1909
- Matti Paasivuori 1909–1917 och 1926–1930
- Kullervo Manner 1917–1918
- Väinö Tanner 1918–1926 och 1957–1963
- Kaarlo Harvala 1930–1942
- Väinö Salovaara 1942–1944
- Onni Hiltunen 1944–1946
- Emil Skog 1946–1957
- Rafael Paasio 1963–1975
- Kalevi Sorsa 1975–1987
- Pertti Paasio 1987–1991
- Ulf Sundqvist 1991–1993
- Paavo Lipponen 1993–2005
- Eero Heinäluoma 2005–2008
- Jutta Urpilainen 2008–2014
- Antti Rinne 2014–2020
- Sanna Marin 2020–2023
- Antti Lindtman 2023–

## Kända finländska socialdemokrater
- Martti Ahtisaari
- Karl-August Fagerholm
- Tarja Halonen
- Eero Heinäluoma
- Mauno Koivisto
- Lasse Lehtinen
- Erkki Liikanen
- Paavo Lipponen
- Sanna Marin
- Kalevi Sorsa
- Antti Rinne
- Väinö Tanner
- Erkki Tuomioja
- Jacob Söderman
- Ulf Sundqvist

## Valresultat
| Val  | Andel av röster (%) | Ref   |
| ---- | ------------------- | ----- |
| 1983 | 26,7 procent        | [ 2 ] |
| 1987 | 24,1 procent        | [ 2 ] |
| 1991 | 22,1 procent        | [ 2 ] |
| 1995 | 28,3 procent        | [ 2 ] |
| 1999 | 22,9 procent        | [ 2 ] |
| 2003 | 24,5 procent        | [ 2 ] |
| 2007 | 21,4 procent        | [ 2 ] |
| 2011 | 19,1 procent        | [ 2 ] |
| 2015 | 16,5 procent        | [ 2 ] |
| 2019 | 17,7 procent        | [ 2 ] |
| 2023 | 19,9 procent        |       |

| Val  | Andel av röster (%) | Antal platser  | Ref   |
| ---- | ------------------- | -------------- | ----- |
| 1976 | 24,8 procent        | 2 735 / 12 739 | [ 3 ] |
| 1980 | 25,5 procent        | 2 820 / 12 777 | [ 3 ] |
| 1984 | 24,7 procent        | 2 830 / 12 881 | [ 3 ] |
| 1988 | 25,2 procent        | 2 866 / 12 842 | [ 3 ] |
| 1992 | 27,1 procent        | 3 130 / 12 571 | [ 3 ] |
| 1996 | 24,5 procent        | 2 742 / 12 482 | [ 3 ] |
| 2000 | 23,0 procent        | 2 559 / 12 278 | [ 3 ] |
| 2004 | 24,1 procent        | 2 585 / 11 966 | [ 3 ] |
| 2008 | 21,2 procent        | 2 066 / 10 412 | [ 3 ] |
| 2012 | 19,6 procent        | 1 729 / 9 674  | [ 3 ] |
| 2017 | 19,4 procent        | 1 697 / 8 999  | [ 3 ] |
| 2021 | 17,7 procent        | 1 451 / 8 859  | [ 4 ] |

| Val  | Andel av röster (%) | Ref   |
| ---- | ------------------- | ----- |
| 1996 | 21,5 procent        | [ 5 ] |
| 1999 | 17,9 procent        | [ 5 ] |
| 2004 | 21,2 procent        | [ 5 ] |
| 2009 | 17,5 procent        | [ 5 ] |
| 2014 | 12,3 procent        | [ 5 ] |
| 2019 | 14,6 procent        | [ 5 ] |
| 2024 | 14,9 procent        |       |

### Presidentval
| Direkt val (1991–) | Direkt val (1991–) | Direkt val (1991–) | Direkt val (1991–) | Direkt val (1991–) | Direkt val (1991–) | Direkt val (1991–) | Direkt val (1991–) | Direkt val (1991–) |
| År                 | Kandidat           | Omgång 1           | Omgång 1           | Omgång 1           | Omgång 2           | Omgång 2           | Omgång 2           | Vald               |
| År                 | Kandidat           | Röster             | %                  | #                  | Röster             | %                  | #                  | Vald               |
| ------------------ | ------------------ | ------------------ | ------------------ | ------------------ | ------------------ | ------------------ | ------------------ | ------------------ |
| 1994               | Martti Ahtisaari   | 828 038            | 25,9               | 1:a                | 1 723 485          | 53,9               | 1:a                | Ja                 |
| 2000               | Tarja Halonen      | 1 224 431          | 40,0               | 1:a                | 1 644 532          | 51,6               | 1:a                | Ja                 |
| 2006               | Tarja Halonen      | 1 397 030          | 46,3               | 1:a                | 1 630 980          | 51,8               | 1:a                | Ja                 |
| 2012               | Paavo Lipponen     | 205 020            | 6,7                | 5:e                |                    |                    |                    | Nej                |
| 2018               | Tuula Haatainen    | 97 294             | 3,3                | 6:e                | Nej                |                    |                    |                    |
| 2024               | Jutta Urpilainen   | 140 802            | 4,3                | 6:e                | Nej                |                    |                    |                    |